# Manjunto Jaya
Manjunto Jaya is een bestuurslaag in het regentschap Muko-Muko van de provincie Bengkulu, Indonesië. Manjunto Jaya telt 777 inwoners (volkstelling 2010).